# Amerila pannosa
Amerila pannosa är en fjärilsart som beskrevs av Karl Grünberg 1908. Amerila pannosa ingår i släktet Amerila och familjen björnspinnare. Inga underarter finns listade i Catalogue of Life.